# Acacia ruscifolia
Acacia ruscifolia é uma espécie de leguminosa do gênero Acacia, pertencente à família Fabaceae.